# Peckia anguilla
Peckia anguilla är en tvåvingeart som först beskrevs av Charles Howard Curran och Walley 1934.  Peckia anguilla ingår i släktet Peckia och familjen köttflugor.
Artens utbredningsområde är Guyana. Inga underarter finns listade i Catalogue of Life.